# Vejice
Vejice je naselje u slovenskoj Općini Šentjuru. Vejice se nalazi u pokrajini Štajerskoj i statističkoj regiji Savinjskoj. 

## Stanovništvo
Prema popisu stanovništva iz 2002. godine naselje je imalo 20 stanovnika.